# Litoria
Litoria es un género de ranas arbóreas (Pelodryadidae) nativas de Australia, Tasmania, el archipiélago Bismarck, las islas menores de la Sonda, las islas Molucas, Nueva Guinea, las islas Salomón y Timor (además, se han introducido en otras islas de Oceanía). Se distinguen de las otras ranas arbóreas por la presencia de iris horizontales, la falta de pigmentación de los párpados y su distribución geográfica.
Las especies dentro del género Litoria varían extremadamente en apariencia, comportamiento y hábitat, siendo la rana jabalina (Litoria microbelos) la especie más pequeña, alcanzando una longitud máxima de 1,6 cm, mientras que la más grande, la rana arborícola gigante (Litoria infrafrenata), alcanza un tamaño de 13,5 cm. La apariencia, comportamiento y hábitat de cada rana está generalmente relacionada: las ranas pequeñas y de color oscuro son generalmente terrestres, y nunca, o menos frecuentemente, trepan. Las especies más grandes y de color verde son a menudo arbóreas, atravesando algunas el suelo solo para procrear.

## Especies
Se reconocen las siguientes 183 especies:
- Litoria adelaidensis (Gray, 1841)
- Litoria albolabris (Wandolleck, 1911)
- Litoria amboinensis (Horst, 1883)
- Litoria andiirrmalin McDonald, 1997
- Litoria angiana (Boulenger, 1915)
- Litoria arfakiana (Peters & Doria, 1878)
- Litoria aruensis (Horst, 1883)
- Litoria auae Menzies & Tyler, 2004
- Litoria aurea (Lesson, 1826)
- Litoria aurifera Anstis, Tyler, Roberts, Price & Doughty, 2010
- Litoria australis (Gray, 1842)
- Litoria axillaris[3] Doughty, 2011
- Litoria azuroscelis Günther, Richards, Hamidy, Trilaksono, Sulaeman & Oliver, 2023 [4]
- Litoria barringtonensis (Copland, 1957)
- Litoria becki (Loveridge, 1945)
- Litoria bella McDonald, Rowley, Richards & Frankham, 2016
- Litoria biakensis Günther, 2006
- Litoria bibonius Kraus & Allison, 2004
- Litoria bicolor (Gray, 1842)
- Litoria booroolongensis (Moore, 1961)
- Litoria brevipalmata Tyler, Martin & Watson, 1972
- Litoria brevipes (Peters, 1871)
- Litoria brongersmai (Loveridge, 1945)
- Litoria bulmeri (Tyler, 1968)
- Litoria burrowsi (Scott, 1942)
- Litoria caerulea (White, 1790)
- Litoria callista [5] Kraus, 2013
- Litoria capitula (Tyler, 1968)
- Litoria castanea Steindachner, 1867
- Litoria cavernicola Tyler & Davies, 1979
- Litoria chloris (Boulenger, 1892)
- Litoria chloristona Menzies, Richards & Tyler, 2008
- Litoria chloronota (Boulenger, 1911)
- Litoria chrisdahli Richards, 2007
- Litoria christianbergmanni Günther, 2008
- Litoria citropa (Péron, 1807)
- Litoria congenita (Peters & Doria, 1878)
- Litoria contrastens (Tyler, 1968)
- Litoria cooloolensis Liem, 1974
- Litoria coplandi (Tyler, 1968)
- Litoria corbeni (Wells & Wellington, 1985)
- Litoria cryptotis (Tyler & Martin, 1977)
- Litoria cultripes (Parker, 1940)
- Litoria cyclorhyncha (Boulenger, 1882)
- Litoria dahlii (Boulenger, 1896)
- Litoria daraiensis Richards, Donnellan & Oliver, 2023[6]
- Litoria darlingtoni (Loveridge, 1945)
- Litoria daviesae Mahony, Knowles, Foster & Donnellan, 2001
- Litoria dayi (Günther, 1897)
- Litoria dentata (Keferstein, 1868)
- Litoria dorsalis Macleay, 1878
- Litoria dorsivena (Tyler, 1968)
- Litoria dux Richards & Oliver, 2006
- Litoria electrica Ingram & Corben, 1990
- Litoria elkeae Günther & Richards, 2000
- Litoria eschata Kraus & Allison, 2009
- Litoria eucnemis (Lönnberg, 1900)
- Litoria eurynastes Menzies, Richards & Tyler, 2008
- Litoria everetti (Boulenger, 1897)
- Litoria ewingii (Duméril & Bibron, 1841)
- Litoria exophthalmia Tyler, Davies & Aplin, 1986
- Litoria fallax (Peters, 1880)
- Litoria flavescens Kraus & Allison, 2004
- Litoria freycineti Tschudi, 1838
- Litoria fuscula Oliver & Richards, 2007
- Litoria gasconi Richards, Oliver, Krey & Tjaturadi, 2009
- Litoria genimaculata (Horst, 1883)
- Litoria gilleni Spencer, 1896
- Litoria gracilenta (Peters, 1869)
- Litoria gracilis Richards, Donnellan & Oliver, 2023[6]
- Litoria graminea (Boulenger, 1905)
- Litoria haematogaster Richards, Donnellan & Oliver, 2023[6]
- Litoria hastula Oliver, Iskandar & Richards, 2023[7]
- Litoria havina Menzies, 1993
- Litoria hilli Hiaso & Richards, 2006
- Litoria humboldtorum Günther, 2006
- Litoria hunti Richards, Oliver, Dahl & Tjaturadi, 2006
- Litoria impura (Peters & Doria, 1878)
- Litoria inermis (Peters, 1867)
- Litoria infrafrenata (Günther, 1867)
- Litoria iris (Tyler, 1962)
- Litoria jervisiensis (Duméril & Bibron, 1841)
- Litoria jeudii (Werner, 1901)
- Litoria jungguy Donnellan & Mahony, 2004
- Litoria kroombitensisHoskin, Hines, Meyer, Clarke & Cunningham, 2013[8]
- Litoria kumae Menzies & Tyler, 2004
- Litoria lakekamu Richards & Bickford, 2023[9]
- Litoria latopalmata Günther, 1867
- Litoria lesueurii (Duméril & Bibron, 1841)
- Litoria leucova (Tyler, 1968)
- Litoria lisae Richards, Donnellan & Oliver, 2023[10]
- Litoria littlejohni White, Whitford & Mahony, 1994
- Litoria lodesdema Menzies, Richards & Tyler, 2008
- Litoria longicrus (Boulenger, 1911)
- Litoria longipes (Tyler & Martin, 1977)
- Litoria longirostris Tyler & Davies, 1977
- Litoria lorica Davies & McDonald, 1979
- Litoria louisiadensis (Tyler, 1968)
- Litoria lutea (Boulenger, 1887)
- Litoria macki Richards, 2001
- Litoria maculosa (Tyler & Martin, 1977)
- Litoria maini (Tyler & Martin, 1977)
- Litoria majikthise Johnston & Richards, 1994
- Litoria manya (Van Beurden & McDonald, 1980)
- Litoria mareku Günther, 2008
- Litoria megalops Richards & Iskandar, 2006
- Litoria meiriana (Tyler, 1969)
- Litoria microbelos (Cogger, 1966)
- Litoria micromembrana (Tyler, 1963)
- Litoria mira Oliver, Rittmeyer, Torkkola, Donnellan, Dahl & Richards 2020
- Litoria modica (Tyler, 1968)
- Litoria moorei (Copland, 1957)
- Litoria mucro Menzies, 1993
- Litoria multicolor Günther, 2004
- Litoria multiplica (Tyler, 1964)
- Litoria myola Hoskin, 2007
- Litoria mystax (Van Kampen, 1906)
- Litoria naispela Richards, Donnellan & Oliver, 2023[6]
- Litoria nannotis (Andersson, 1916)
- Litoria napaea (Tyler, 1968)
- Litoria nasuta (Gray, 1842)
- Litoria nigrofrenata (Günther, 1867)
- Litoria nigropunctata (Meyer, 1875)
- Litoria novaehollandiae (Steindachner, 1867)
- Litoria nudidigita (Copland, 1963)
- Litoria nyakalensis Liem, 1974
- Litoria obtusirostris Meyer, 1875
- Litoria oenicolen Menzies & Zweifel, 1974
- Litoria ollauro Menzies, 1993
- Litoria olongburensis Liem & Ingram, 1977
- Litoria pallida Davies, Martin & Watson, 1983
- Litoria pallidofemora Kraus, 2018
- Litoria paraewingi Watson, Loftus-Hills & Littlejohn, 1971
- Litoria pearsoniana (Copland, 1961)
- Litoria peronii (Tschudi, 1838)
- Litoria personata Tyler, Davies & Martin, 1978
- Litoria phyllochroa (Günther, 1863)
- Litoria pinocchio
- Litoria piperata Tyler & Davies, 1985
- Litoria platycephala (Günther, 1873)
- Litoria pratti (Boulenger, 1911)
- Litoria pronimia Menzies, 1993
- Litoria prora (Menzies, 1969)
- Litoria pterodactyla
- Litoria purpureolata Oliver, Richards, Tjaturadi & Iskandar, 2007
- Litoria pygmaea (Meyer, 1875)
- Litoria quadrilineata Tyler & Parker, 1974
- Litoria raniformis (Keferstein, 1867)
- Litoria rara Günther & Richards, 2005
- Litoria revelata Ingram, Corben & Hosmer, 1982
- Litoria rheocola Liem, 1974
- Litoria richardsi Dennis & Cunningham, 2006
- Litoria ridibunda Donnellan, Catullo, Rowley, Doughty, Price, Hines & Richards, 2023[11]
- Litoria rivicola Günther & Richards, 2005
- Litoria robinsonae Oliver, Stuart-Fox & Richards, 2008
- Litoria rothii (De Vis, 1884)
- Litoria rubella (Gray, 1842)
- Litoria rubrops Kraus & Allison, 2004
- Litoria sanguinolenta (Van Kampen, 1909)
- Litoria sauroni Richards & Oliver, 2006
- Litoria scabra Günther & Richards, 2005
- Litoria serrata (Andersson, 1916)
- Litoria singadanae Richards, 2005
- Litoria spartacus Richards & Oliver, 2006
- Litoria spenceri Dubois, 1984
- Litoria spinifera (Tyler, 1968)
- Litoria splendida Tyler, Davies & Martin, 1977
- Litoria staccato Doughty & Anstis, 2007
- Litoria stellarum Richards, Johnston & Oliver, 2025[12]
- Litoria subglandulosa Tyler & Anstis, 1983
- Litoria thesaurensis (Peters, 1877)
- Litoria timida Tyler & Parker, 1972
- Litoria tornieri (Nieden, 1923)
- Litoria tyleri Martin, Watson, Gartside, Littlejohn & Loftus-Hills, 1979
- Litoria umarensis Günther, 2004
- Litoria umbonata Tyler & Davies, 1983
- Litoria vagabunda (Peters & Doria, 1878)
- Litoria vagitus (Tyler, Davies & Martin, 1981)
- Litoria verae Günther, 2004
- Litoria verreauxii (Duméril, 1853)
- Litoria verrucosa (Tyler & Martin, 1977)
- Litoria viranula Menzies, Richards & Tyler, 2008
- Litoria vivissimia
- Litoria vocivincens Menzies, 1972
- Litoria wapogaensis Richards & Iskandar, 2001
- Litoria watjulumensis (Copland, 1957)
- Litoria wilcoxii Günther, 1864
- Litoria wisselensis (Tyler, 1968)
- Litoria wollastoni (Boulenger, 1914)
- Litoria xanthomera Davies, McDonald & Adams, 1986
- Litoria zweifeli (Tyler, 1967)

Además Litoria papua (Van Kampen, 1909) también podría pertenecer al género.

## Galería
|                 |
| Litoria jungguy |

|                      |
| Litoria jervisiensis |

|                 |
| Litoria citropa |

|                 |
| Litoria gilleni |

|                |
| Litoria fallax |

|                 |
| Litoria dentata |

|                |
| Litoria dahlii |

|                  |
| Litoria revelata |

|                 |
| Litoria chloris |

|                     |
| Litoria alboguttata |

|                  |
| Litoria caerulea |

|                 |
| Litoria ewingii |

|                   |
| Litoria lesueurii |

|                |
| Litoria moorei |

|                         |
| Litoria novaehollandiae |

|                   |
| Litoria splendida |

|                    |
| Litoria xanthomera |